# Laetmogone
Genre
Laetmogone est un genre d'holothuries (concombres de mer) abyssales de la famille des Laetmogonidae.

## Liste des espèces
Selon World Register of Marine Species (18 février 2015) :
- Laetmogone billetti Rogacheva & Gebruk in Rogacheva & al., 2013
- Laetmogone biserialis Fisher, 1907
- Laetmogone fimbriata (Sluiter, 1901)
- Laetmogone ijimai (Mitsukuri, 1897)
- Laetmogone interjacens Sluiter, 1901
- Laetmogone maculata (Théel, 1879)
- Laetmogone parvipedata Massin, 1987
- Laetmogone perplexa Thandar, 1998
- Laetmogone scotoeides (H.L. Clark, 1913)
- Laetmogone theeli Ludwig, 1893
- Laetmogone violacea Théel, 1879
- Laetmogone wyvillethomsoni Théel, 1879

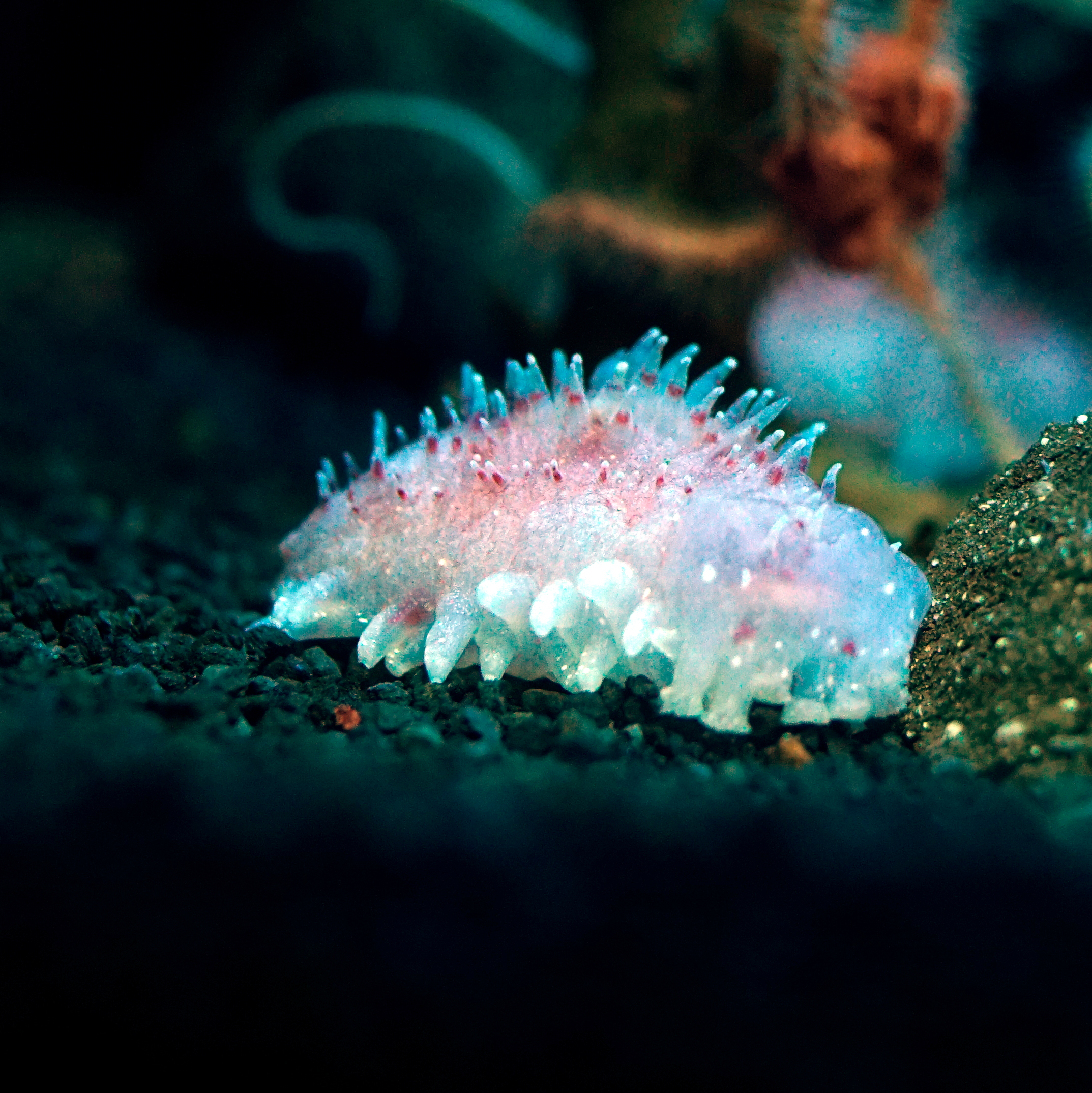
Laetomogone maculata (en aquarium)
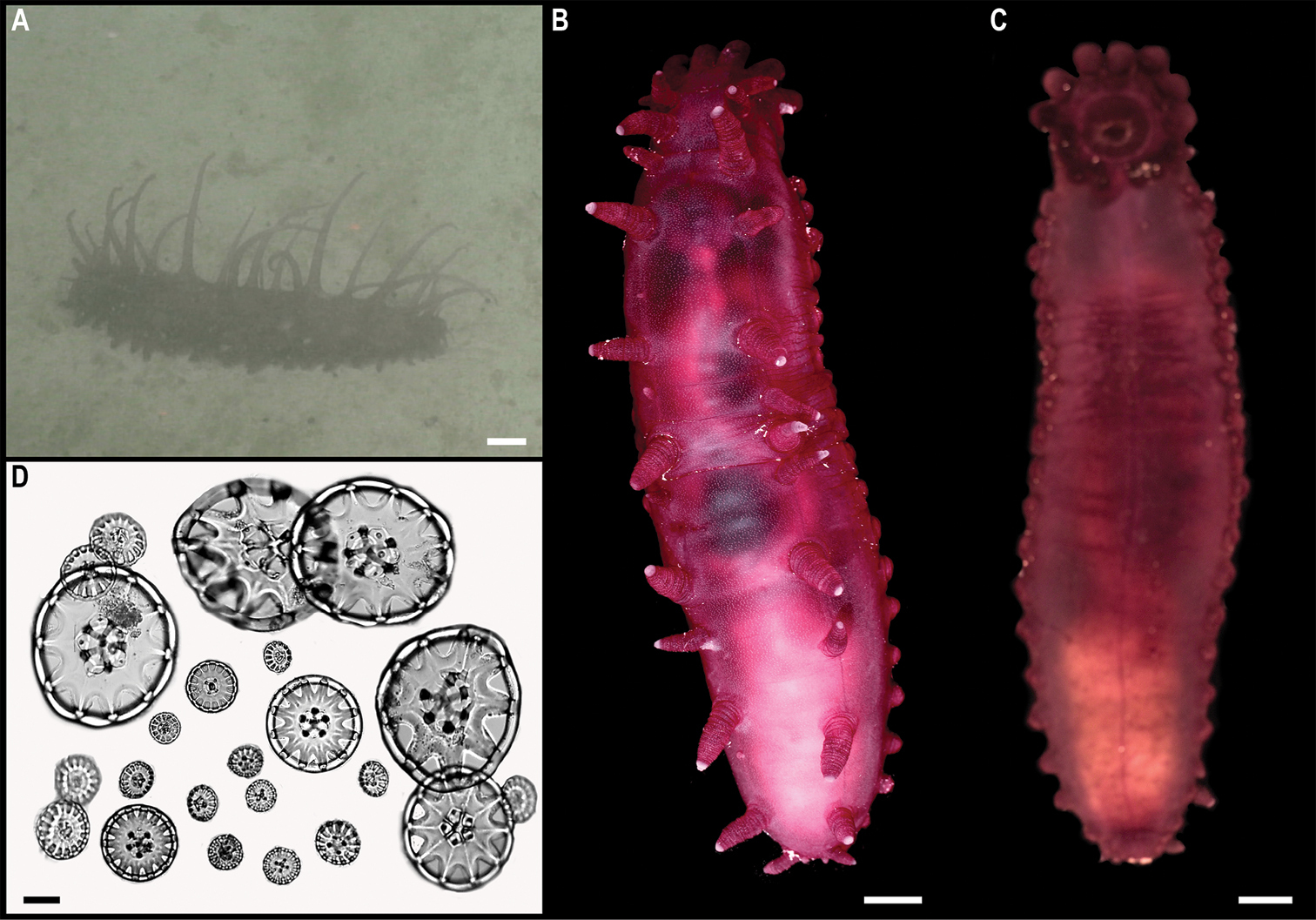
Laetmogone cf. wyvillethomsoni